# 小行星1454
小行星1454（1454 Kalevala）是一颗围绕太阳公转的小行星。1936年2月16日，爾約·維薩拉在图尔库发现了此天体。
該小行星以芬蘭民族史詩《卡勒瓦拉》命名。
这颗小行星的绝对星等为134.679086187461等。